# Riu de Queixigar
Riu de Queixigar är ett vattendrag i Spanien.   Det ligger i provinsen Provincia de Huesca och regionen Aragonien, i den nordöstra delen av landet, 400 km nordost om huvudstaden Madrid.